# Турне (Бельгія)
Турне (фр. Tournai фр.: [tuʁnɛ] ( прослухати); нід. Doornik [ˈdoːrnɪk] ( прослухати); пік. Tornai; валлон. Tornè [tɔʀnɛ] ( прослухати); лат. Tornacum) — франкомовне місто і муніципалітет на річці Шельда, в провінції Ено, за 85 км на північний захід від Брюсселя. Населення 67 534 жителів (2006).

## Історія
Турне вважається одним з трьох найдавніших міст Бельгії (Турне, Арлон і Тонгерен) оскільки досить часто згадувалося ще римськими авторами. З V століття він став одним з центрів салічних франків і столицею ряду королів династії Меровінгів; бл. 466 р. тут народився наймогутніший з них — Хлодвіг. Гробниця його батька Хільдеріка була випадково відкрита в одній з церков в 1653 р. З початку VI століття Турне є місцеперебуванням єпископа.

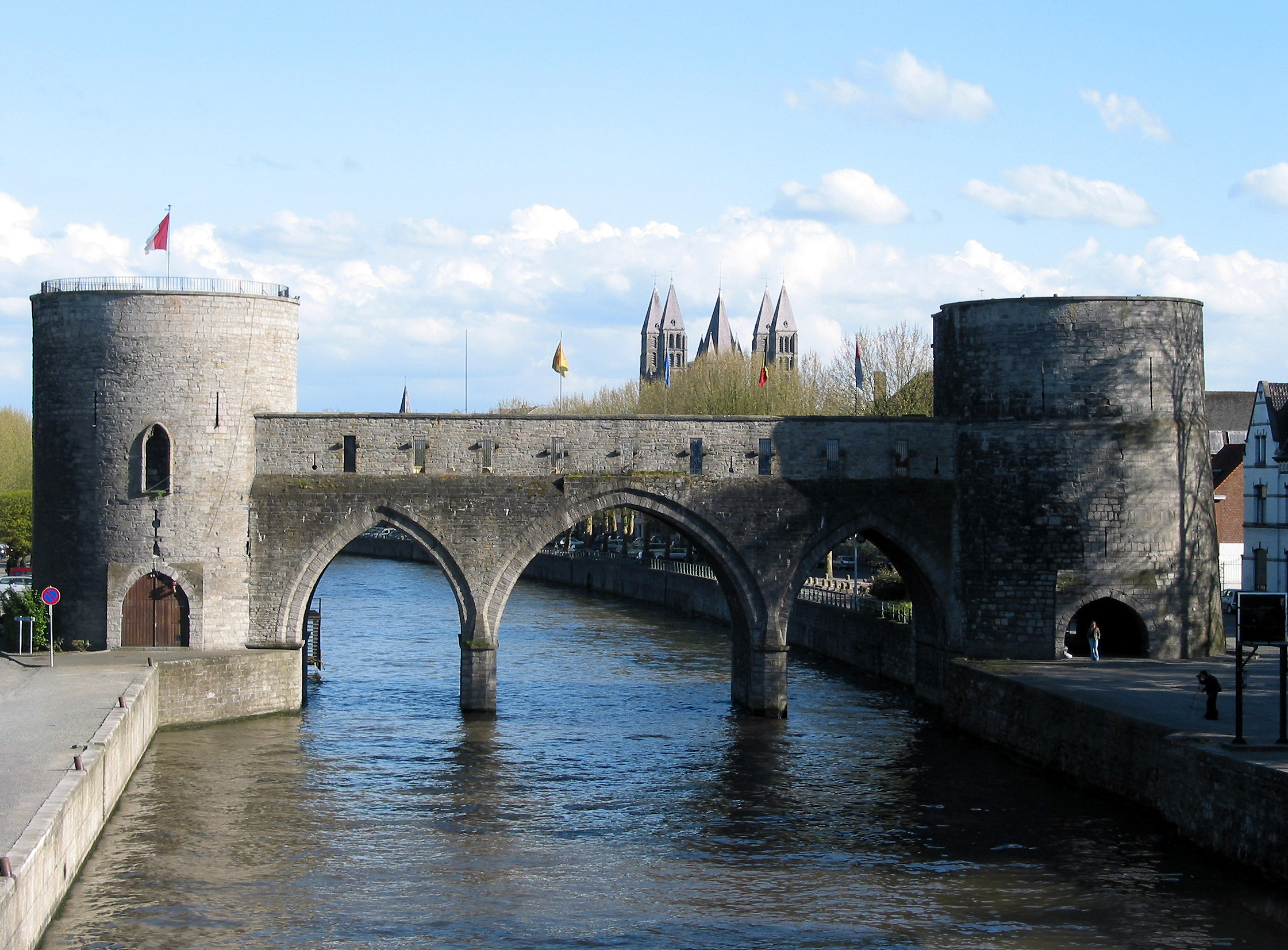
Міст XIII століття над Шельдою

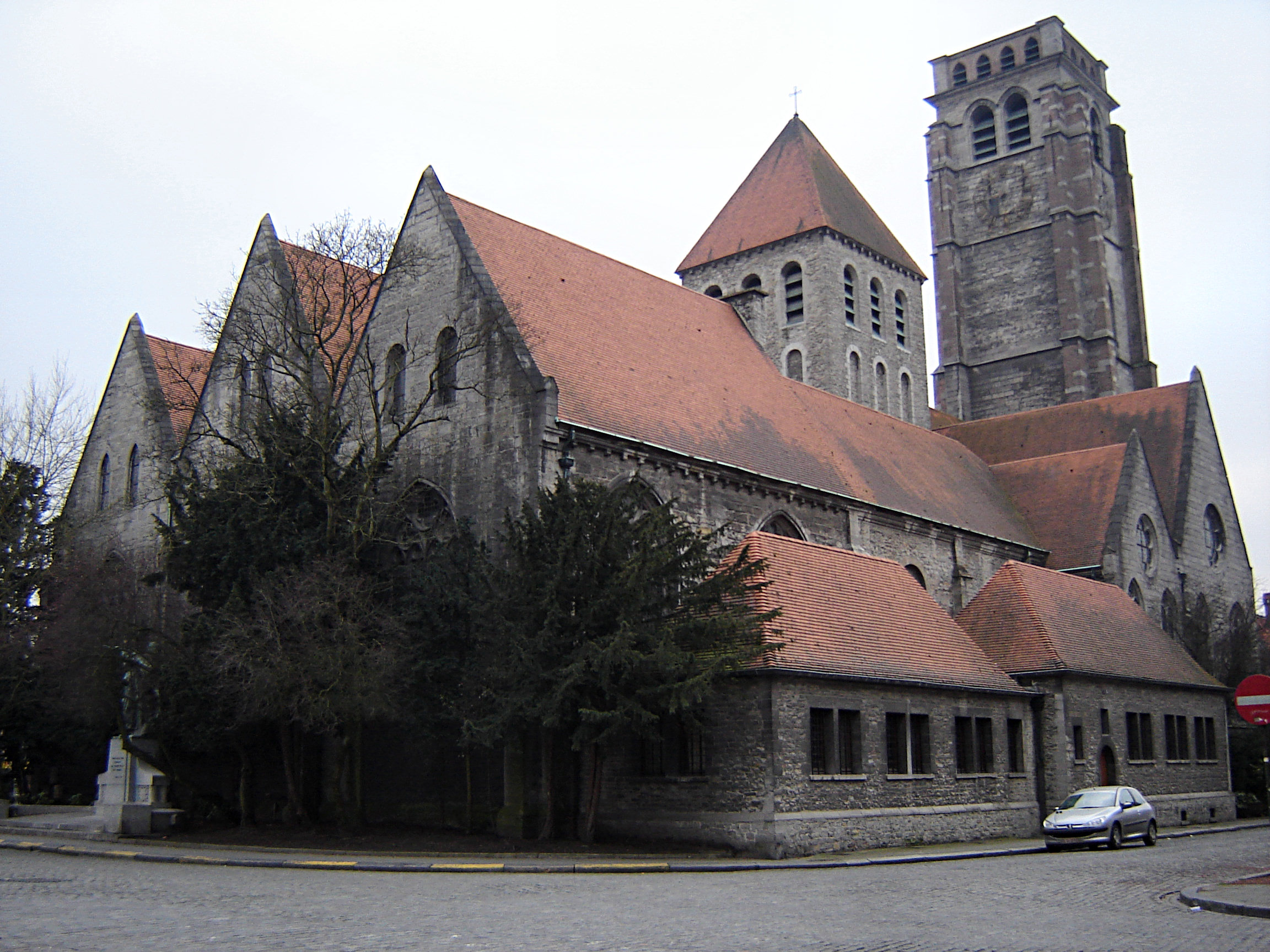
Романська церква, в якій була знайдена гробниця Хільдеріка.

У подальші сторіччя Турне часто міняв господарів. З 860-х рр. і до XII століття влада над містом належала Фландрським графам. Услід за тим він увійшов до королівського домену, але віддаленість від Парижа дозволяла містянам самостійно вести все управління. У 1513-18 рр. його окуповував англійський король Генріх VIII, ще через три роки — імператор Карл V Габсбург, який приєднав його до габсбурзьких Нідерландів.
З 1543 р. в Турне розповсюдився кальвінізм, і за часів Нідерландської революції містяни твердо тримали сторону повстанців. Коли княгиня Кристина де Лялен зачинилася в місті від іспанців, він був обложений і узятий силами Алессандро Фарнезе.
Французи не раз робили спроби повернути собі Турне. У 1667 р. Людовик XIV зайняв місто і доручив Вобану укріпити його на випадок облоги, але в 1713 р. сам же і повернув його австрійцям за умовами Утрехтського миру. Турне знов був зайнятий французами з 1745 по 1748 і з 1794 по 1814 рр.

## Культура
Головною міською визначною пам'яткою є собор Нотр-Дам — симетрична в плані базиліка XI—XII століть з п'ятьма масивними 83-метровими баштами, готичними хорами, каплицями з мощами святих (в основному XIII століття), а також декількома полотнами Рубенса. У 2000 р. цей яскравий зразок романської архітектури був внесений до числа пам'яток Всесвітньої спадщини. 
Крім собору, в місті збереглася безліч церков меншого розмаху, 72-метрова дзвіниця (бл. 1118 р.), середньовічний міст, ренесансна будівля гільдії ткачів і башта, побудована англійським королем Генріхом VIII. За середньовіччя місто славилося у всій Європі своїми гобеленами, і традиція килимарства продовжується досі. Серед місцевих художників пальма першості в майстерності і славі належить, поза сумнівом Рогіру ван дер Вейдену. У місті розташований Музей витончених мистецтв з багатою колекцією живопису й скульптури.

## Відомі люди
- Хлодвіг І або Клодвіг І (466 —  511) — король салічних франків між 481 та 511 роками.